# Вивіркові (підродина)
Вивіркові (Sciurinae) — підродина гризунів родини вивіркових (Sciuridae).

## Роди
До підродини Sciurinae входять такі триби:
- до триби Pteromyini (Політухові) входять такі роди:
  - рід † Miopetaurista
  - рід Aeretes (1 вид)
  - рід Aeromys (2 види)
  - рід Belomys (1 вид)
  - рід Biswamoyopterus (3 види)
  - рід Eoglaucomys (1 вид)
  - рід Eupetaurus (1 вид)
  - рід Літяга — Glaucomys (2 види)
  - рід Hylopetes (9 видів)
  - рід Iomys (2 види)
  - рід Petaurillus (3 види)
  - рід Petaurista (19 видів)
  - рід Petinomys (9 видів)
  - рід Політуха — Pteromys (2 види)
  - рід Pteromyscus (1 вид)
  - рід Trogopterus (1 вид)
- до триби Sciurini входять такі роди:
  - рід Microsciurus
  - рід Rheithrosciurus
  - рід Вивірка — Sciurus
  - рід Syntheosciurus
  - рід Tamiasciurus

## Триба Pteromyini

### Систематика і ранг групи
Раніше (у працях середини 20 ст.) політухових, включаючи й роди політуха і літяга, розглядали нерідко навіть у ранзі окремої родини, близької до вивіркових. Останнім часом цій групі надають ранг триби (групи родів) у межах підродини вивіркових (Sciurinae) родини вивіркових (Sciuridae).
Однією з поширених назв групи є Petauristinae (від назви роду Petaurista).
Типовий рід триби Pteromyini (і підродини Pteromyinae, якщо таку визнають) — Pteromys.
Тепер ранг групи нерідко знижують до рівня триби (групи родів) в межах підродини вивіркових (Sciurinae) [Архівовано 5 червня 2010 у Wayback Machine.]. Зазвичай в межах групи виділяють 15 родів та 36 видів.

### Характеристика групи
Літяги відрізняються від решти вивірок наявністю шкірної перетинки між передніми та задніми кінцівками. Перетинка вкрита шерстю і служить для ширяння. Від зап'ястя відходить серпоподібна кістка або хрящ, що підтримує її передній край. При стрибку перетинка розтягується на розставлених у сторони лапах. Напрям польоту літяги міняють не хвостом, а натягненням перетинки й положенням передніх лап. Хвіст працює в польоті стабілізатором і допомагає гальмувати перед посадкою на стовбур дерева. Дальність польоту може досягати 30—60 м. Спосіб життя у літяг смерковий і нічний.